# Szentgotthárd Város Koncert Fúvószenekara
Szentgotthárd Város Koncert Fúvószenekara Magyarország egyik legrégebbi aktívan működő fúvószenekara. 1906-ban, tűzoltózenekarként jött létre Mathiász Artúr, volt tűzrendészeti felügyelő, szentgotthárdi gimnáziumi igazgató vezetésével. Az együttes 1997-től, Rápli Róbert karnagy vezetése alatt szakmailag és repertoárjában is megújult. 1998-ban csatlakozott a Magyar Fúvósszenei -és Mazsorettszövetséghez. Rendszeresen koncertezik a dunántúli régió fúvószenei fesztiváljain, de fellépett többek között Ausztriában, Szlovéniában, Németországban, Horvátországban, Hollandiában és Portugáliában is.
A zenekar 2015-ben, C -felső- kategóriában a elnyerte a MAFUMASZ arany minősítését, és az ezzel járó koncertfúvószenekar címet.
A repertoárjukban felcsendülnek a hagyományos indulózene mellett polkák, latin-amerikai szórakoztató zene, örökzöld slágerek, filmzenék és nagyzenekari jazz átiratok is.
Az együttes egyesületi formában működik Szentgotthárd Fúvóskultúrájáért Egyesület néven, elnöke Bedőcs Gábor.

## Kitüntetései
2000. április 8. Minősítő hangverseny: Koncert-zene kategóriában ezüst, Show-zene kategóriában arany minősítés
2000. augusztus 13. III. Nemzetközi Fúvószenekari és Mazsorett Verseny, Csorvás - V. helyezés. (A legjobb műsor-összeállítás és a legjobb szólista különdíjak)
2005. április 9. Minősítő hangverseny: Koncert-zene kategóriában Arany, Show-zene kategóriában Kiemelt arany minősítés
2006. április 22. A zenekar centenáriumi hangversenye és ünnepsége. 2006-ban, a fúvószenekar 100 éves jubileumán a város díszzászlót adományozott az együttesnek.
2007. december 29. I. Vas Megyei Fúvósbál és koncert, Szentgotthárd
2008. június 28. I. Sárvári Fúvószenekari Verseny - 1. helyezés (B kategória)
2015. október 15. Minősítő hangverseny: C kategória, arany minősítés
2022. április 30. Minősítő hangverseny: koncert-zene B kategória: arany minősítés, szórakoztató zene B kategória: kiemelt arany minősítés